# ذخيرة متسكعة
الذخيرة المتسكعة (بالإنجليزية: loitering munition) هي نوع من الأسلحة الجوية المزودة برأس حربي مدمج، تُصمم عادةً للتجول حول المنطقة المستهدفة، حتى تعثر على هدفها ثم تهاجمه بالاصطدام به. تتيح الذخائر المتسكعة رد فعل سريع ضد الأهداف المخفية التي تظهر لفترات قصيرة دون الحاجة إلى وضع منصات عالية القيمة بالقرب من منطقة الهدف، كما تسمح باختيار الأهداف بدقة أكبر حيث يمكن تعديل الهجوم أو إلغاؤه أثناء الطيران.
تملأ الذخائر المتسكعة الفراغ بين الصواريخ الجوالة والمركبات الجوية القتالية دون طيار  (UCAVs أو الطائرات المسيرة القتالية)، حيث تتشارك بعض الخصائص مع كل منهما. فهي تختلف عن الصواريخ الجوالة في أنها مصممة للتجول لفترة طويلة نسبيًا حول منطقة الهدف، وتختلف عن الطائرات المُسيَّرة القتالية في أن الذخيرة المتسكعة تُستخدم لمرة واحدة حيث يتم تدميرها مع الهدف وتحتوي على رأس حربي مدمج. وبالتالي، يمكن اعتبارها سلاحًا بعيد المدى غير تقليدي.
ظهرت الأسلحة المتسكعة لأول مرة في ثمانينيات القرن الماضي، للاستخدام في مهام قمع دفاعات العدو الجوية (SEAD) ضد صواريخ أرض-جو (SAMs). واستخدمت في هذا الدور من قبل عدد من القوات العسكرية في التسعينيات. ومع بداية الألفية الثالثة، طُوّرت الأسلحة المتسكعة لأدوار إضافية تتراوح بين الضربات طويلة المدى والدعم الناري إلى الأنظمة التكتيكية القصيرة المدى التي يمكن حملها في حقيبة ظهر.

## تاريخ

### مفهوم الذخيرة المتسكعة الأساسي

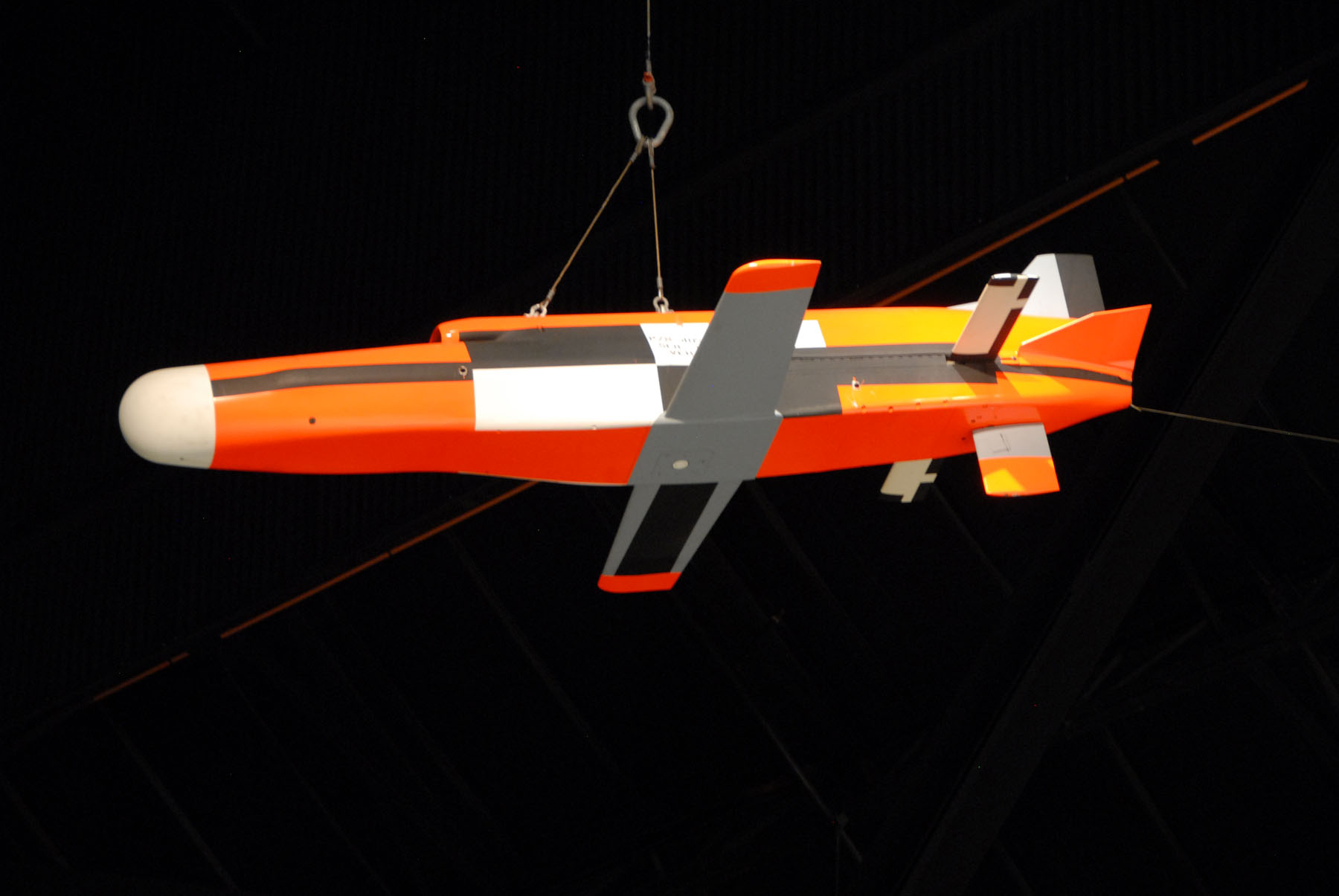
نورثروب معروضة في المتحف الوطني للقوات الجوية الأمريكية في دايتون، أوهايو

في البداية، لم تتم الإشارة إلى الذخائر المتسكعة على هذا النحو ولكن بالأحرى طائرات بدون طيار انتحارية أو صواريخ متسكعة. تشير عدة مصادر إلى مشاريع مختلفة على أنها منشأ فئة السلاح هذه. مثل الاصدارات الأولية من صاروخ دليلة الإسرائيلي في أوائل الثمانينيات  أو برنامج ايه جي ام-136 الأمريكي المنتهي بالفشل  مع هذا، يعتبر البعض أن ظهور طائرة هاربي في أواخر الثمانينيات من القرن الماضي والتي تم تصديرها على نطاق واسع كأول نظام ذخيرة متسكعة.

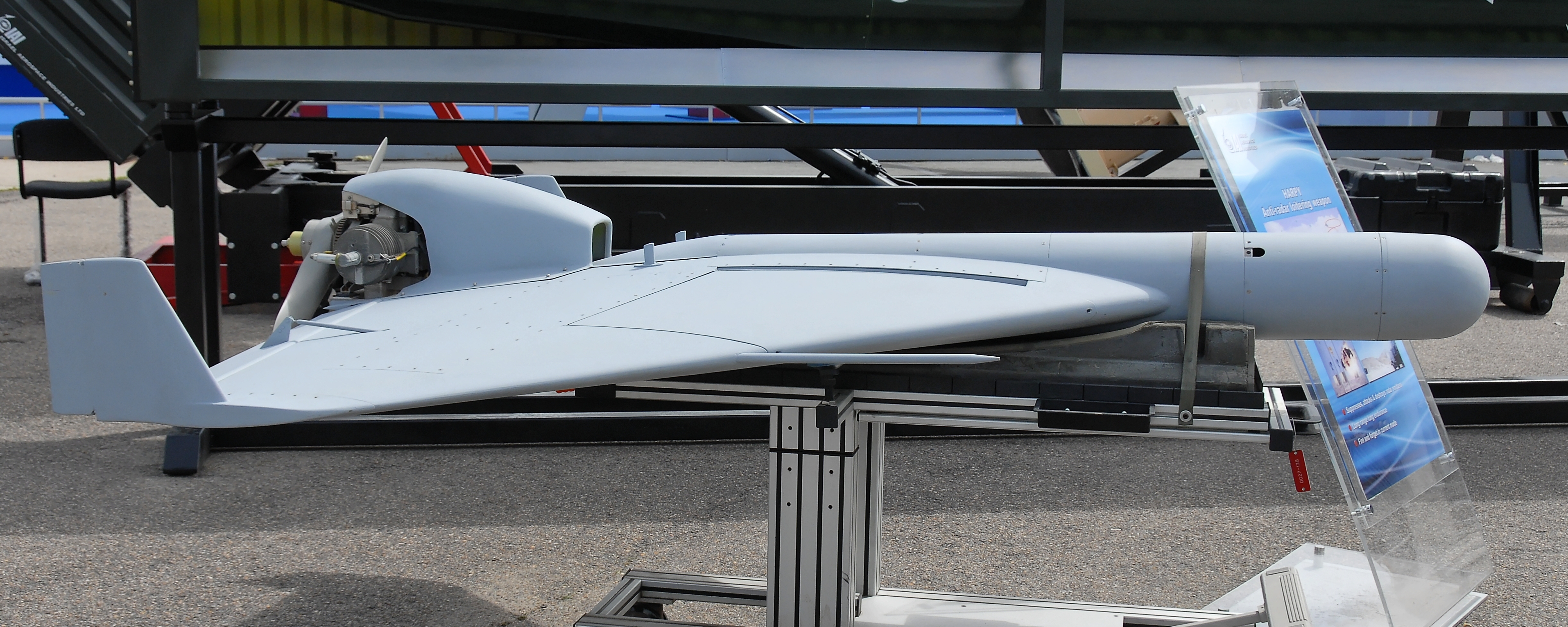
IAI Harpy من الجيل الأول من الذخيرة المتسكعة لدور SEAD

### الدور الأولي في إخماد الدفاع الجوي للعدو
كان الرد على الجيل الأول من صواريخ أرض - جو ذات المنصات الثابتة (سام) مثل أس-75 دفينا وسام 3 هو تطوير صاروخ مضاد للإشعاعات مثل إيه جي إم-45 شرايك ووسائل أخرى لمهاجمة منصات أرض - جو الثابتة. وكذلك تم تطوير عقيدة قمع لدفاعات العدو الجوية. وكان رد فعل السوفيتي هو استخدام صواريخ سام متنقلة مثل سام 6 مع الاستخدام المتقطع للرادار. وبالتالي، كانت بطارية سام مرئية فقط لفترة قصيرة من الوقت، خلالها شكلت أيضًا تهديدًا كبيرًا لمقاتلي ابن عرس البرية. في سنة 1982، اُسْتُخْدِمَت وسائل مختلفة في معركة سهل البقاع، بما في ذلك الطائرات بدون طيار وصاروخ شرك شمشون التي يتم إطلاقها من الجو فوق مناطق منصات الدفاع الجوي المشتبه فيها، لإشباع صواريخ أرض - جو الخاصة بالعدو وخداعها لتفعيل أنظمة الرادار، وبالتالي تعريضها للهجوم بالصواريخ المضادة للإشعاع.
في الثمانينيات، أُنشأت عدة مشاريع، مثل طائرة هاربي وايه جي ام-136، بدمج أجهزة استشعار المضادة للإشعاع في طائرة بدون طيار أو حاويات صاروخية معززة بقدرات القيادة والتحكم والتسكع. سمح ذلك للقوة المهاجمة بوضع ذخائر رخيصة نسبيًا فوق مواقع انظمة سام المشتبه بها، والهجوم على الفور في اللحظة التي تظهر فيها بطارية سام. أدى ذلك إلى دمج استخدام طائرة بدون طيار كطعم، مع دور الهجوم في منصة واحدة صغيرة ورخيصة نسبيًا مقارنةً بالمقاتلة النفاثة كبديل.

### التطور إلى أدوار إضافية

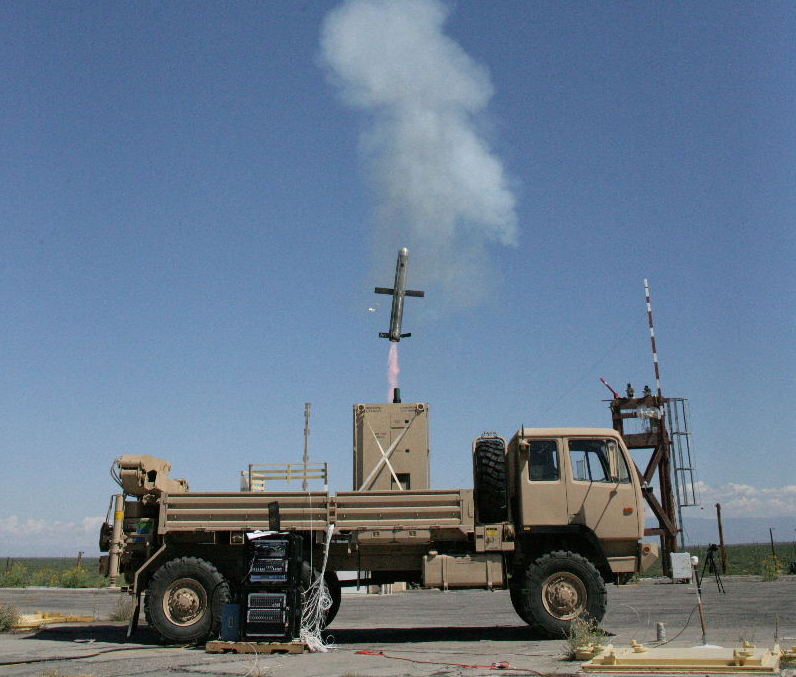
النموذج الأولي الأمريكي قادر على إطلاق الذخيرة الهجومية المتسكعة

بدءًا من العقد الأول من القرن الحادي والعشرين، تم تطوير أسلحة التسكع لأدوار إضافية تتجاوز دور قمع دفاعات العدو الجوية السابقة، بدءًا من الضربات بعيدة المدى نسبيًا والدعم الناري  وصولاً إلى الاستخدام التكتيكي قصير المدى جدًا في ميدان المعركة مثل سويتشبليد التي يتم نشرها على مستوى الفصيلة ويمكن للجنود حملها في حقيبة الظهر. كان الاستخدام الموثق للذخائر المتسكعة في نزاع ناغورنو كاراباخ عام 2016 حيث تم استخدام هاروب ضد حافلة تعمل كوسيلة لنقل القوات المعادية.

## الصفات
قد تكون الذخائر المتسكعة بسيطة مثل طائرة دون طيارملحق بها متفجرات يتم إرسالها في مهمة انتحارية محتملة، ويمكن تصنيعها حتى باستخدام مروحيات تجارية رباعية الدفع مربوط بها متفجرات.
تعتبر الذخائر المخصصة لغرض معين أكثر تفصيلاً في قدرات الطيران والتحكم، وحجم الرأس الحربي وتصميمه، وأجهزة الاستشعار الموجودة على متن الطائرة لتحديد الأهداف. تستخدم بعض ذخائر التسكع عاملًا بشريًا لتحديد الأهداف، في حين أن البعض الآخر، مثل طائرة هاربي، يمكن أن تعمل بشكل مستقل في البحث وشن الهجمات دون تدخل بشري. مثال آخر هو حلول يو-ڤيزين آير هيرو - يتم تشغيل أنظمة التسكع عن بُعد، ويتم التحكم فيها في الوقت الحقيقي بواسطة نظام اتصالات ومجهزة بكاميرا كهروضوئية يتم استقبال صورها بواسطة محطة القيادة والتحكم.
قد تعود بعض ذخائر التسكع ويستعيدها المشغل إذا لم يتم استخدامها في الهجوم وكان لديها وقود كافٍ؛ هذه هي سمة من سمات الطائرات بدون طيار ذات القدرة التفجيرية الثانوية. الأنظمة الأخرى، مثل صاروخ دليلة  ليس لديها خيار الاسترداد ويتم تدميرها ذاتيًا عند إحباط المهمة.

## مقارنة بأسلحة مماثلة
تتناسب الذخيرة المتسكعة مع مكانتها بين صواريخ كروز والمركبات القتال الجوية غير المأهولة. في حين أن بعض صواريخ كروز، مثل بي جي إم-109 توماهوك، لديها القدرة على التسكع ولديها بعض الميزات الحسية والتحكم عن بعد، مهمتها الأساسية تكون في العادة الهجوم وليس الاطباق على الهدف. تم تحسين صواريخ كروز(الحوامة)، كما يوحي اسمها، للطيران البعيد المدى بسرعة ثابتة سواء ذلك من حيث أنظمة الدفع والأجنحة أو تصميم البدن. غالبًا ما يكونون غير قادرين على التسكع بسرعات منخفضة ذات كفاءة في استهلاك الوقود مما يقلل بشكل كبير من وقت التباطؤ المحتمل حتى عندما يكون للصاروخ بعض هذه القدرات.

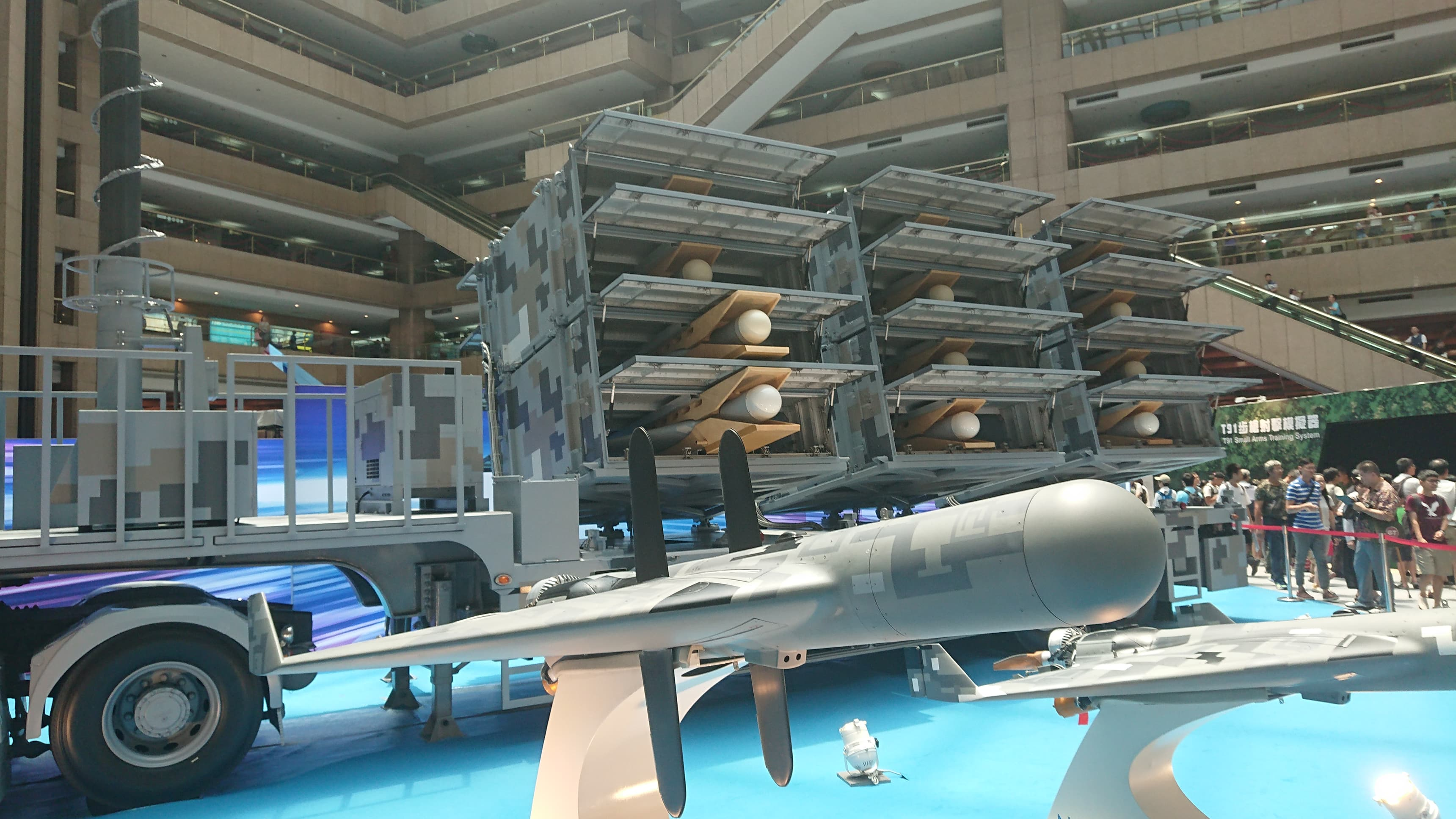
NCSIST Chien Hsiang، مثال على ذخيرة التسكع المستهلكة

المهمة الأساسية للذخيرة المتسكعة هي الوصول إلى المنطقة المشتبه بها، وتعيين الهدف خلال مرحلة التسكع، تليها ضربة تدمير ذاتي، ويتم تحسين الذخيرة في هذا الصدد من حيث الخصائص (على سبيل المثال، عمر المحرك القصير جدًا، الصمت في مرحلة الهجوم، وسرعة اطباق الهجوم، والتحسين في وقت التسكع بدلاً من المدى / السرعة) وتكلفة الوحدة (لتناسب مهمة الهجوم لمرة واحدة).

## المستخدمون والمنتجين
اعتبارًا من عام 2022، تستخدم القوات المسلحة في العديد من البلدان ذخائر التسكع، بما في ذلك:
- أرمينيا – منتجة محليا HRESH، BEEB 1800[36]
- أذربيجان – طائرة هاربي، هاروب، Orbiter 1K،[22] سكاي سترايكر، STM Kargu[37][38]
- بيلاروس – UBAK-25 شيكان.[39]
- الصين – هاربي، CH-901، WS-43، ASN-301[40][41]
- الهند – طائرة هاربي، هاروب،[42][43] سكاي سترايكر، ورماث، ترينيترا، ALS-50،[44] ناغاسترا-1
- ايران – شاهد 136، أبابيل القدس، رعد 85، وربما غيرهم[45][46][47]
- اسرائيل – هاربي، هاروب، IAI Green Dragon، IAI Rotem L، Orbiter 1K، دليلو، سكاي سترايكر،[48] سبايك اليراع، هيرو-30. صنع محلي لأنواع إضافية من قبل شركة صناعات الفضاء الإسرائيلية،[49] يو-ڤيزين آير،[50][51][52][53][54][55] الملاحة الجوية المحدودة الإسرائيلية،[56] أنظمة إلبيط،[57] أنظمة رافائيل الدفاعية المتقدمة ومصنع الجيش الإسرائيلي[58]
- بولندا – WB Electronics Warmate[59]
- روسيا – KUB-BLA (Cube)، زالا لانسيت،[60][61][62] شاهد 136
- كوريا الجنوبية – قاتل الشيطان،[63][64] هاربي
- تايوان – NCSIST Chien Hsiang،[65] NCSIST Fire Cardinal
- تركيا – IAI Harpy،[66] STM Kargu،[67] STM Alpagu،[68] Transvaro-Havelsan Fedai،[69] LENTATEK Kargı[70]
- تركمانستان – SkyStriker
- المملكة المتحدة –سويتشبليد
- الولايات المتحدة – ايروفيرونمنت سويتشبليد، Phoenix Ghost، Raytheon Coyote،[71] هيرو-120
- أوكرانيا – RAM II، سويتشبليد، ST-35 Silent Thunder، Phoenix Ghost، Warmate
- المغرب - هاروب (طائرة)
- اليمن – حوثيون – أبابيل القدس،[72] شاهد 136، Samad-2/3